# Nans Peters
Nans Peters (ur. 12 marca 1994 w Grenoble) – francuski kolarz szosowy.
Jako kolarz specjalizuje się w ucieczkach na górskim terenie. W ten sposób w przeciągu 2 lat wygrał 2 etapy Wielkich Tourów: 17. etap Giro d’Italia w 2019 roku z metą w Anterselvie i 8. etap Tour de France w 2020 roku z metą w miasteczku Loudenvielle.

## Najważniejsze osiągnięcia
2014
- 4. miejsce w Giro di Lombardia U23

2015
- 4. miejsce w Tour de l’Ain
- 4. miejsce w Ronde van Vlaanderen U23

2018
- 5. miejsce w Tour de l’Ain

2019
- 1. miejsce na 17. etapie Giro d’Italia
- 9. miejsce w Grand Prix Cycliste de Montréal

2020
- 1. miejsce na 8. etapie Tour de France

2023
- 1. miejsce w Trofeo Laigueglia
- 3. miejsce w Tour du Doubs

## Rankingi
| Rok             | 2014 | 2015 | 2016  | 2017  | 2018 | 2019 | 2020 | 2021  | 2022 | 2023 | 2024 |
| --------------- | ---- | ---- | ----- | ----- | ---- | ---- | ---- | ----- | ---- | ---- | ---- |
| UCI World Tour  |      |      | -     | 315.  | 281. |      |      |       |      |      |      |
| World Ranking   |      |      | 2079. | 1297. | 646. | 137. | 193. | 1151. | 919. | 224. | 638. |
| UCI Europe Tour | 657. | 380. | 1380. | 1380. | 505. | 112. | 160. | 852.  | 675. | -    | -    |
|                 |      |      |       |       |      |      |      |       |      |      |      |
| Źródło: UCI     |      |      |       |       |      |      |      |       |      |      |      |